# Vern Barberis
Verdi „Vern” Barberis (ur. 27 czerwca 1928 w Melbourne, zm. 6 stycznia 2005 w Albury) – australijski sztangista, brązowy medalista igrzysk olimpijskich.

## Kariera
Swój pierwszy medal na arenie międzynarodowej wywalczył podczas igrzysk Imperium Brytyjskiego w Auckland w 1950 roku, gdzie w wadze lekkiej zdobył brązowy medal. Na rozgrywanych cztery lata później igrzyskach Imperium Brytyjskiego i Wspólnoty Brytyjskiej w Vancouver w tej samej wadze był najlepszy. W międzyczasie wywalczył brązowy medal na igrzyskach olimpijskich w Helsinkach w 1952 roku. W zawodach tych wyprzedzili go jedynie Tommy Kono z USA i Jewgienij Łopatin z ZSRR. Brał także udział w igrzyskach olimpijskich w Melbourne w 1956 roku, gdzie zajął 11. miejsce.
Nigdy nie stanął na podium mistrzostw świata.